# Tour d'Espagne 2006
Le Tour d'Espagne 2006 s'est déroulé entre le 26 août et le 17 septembre, entre Malaga et Madrid. Il a débuté par un contre-la-montre par équipes de 7 km dans la ville de Malaga.
La course a été remportée par le Kazakh Alexandre Vinokourov. Cette édition a compté 21 étapes pour une distance totale de 3 213 kilomètres. Elle a donné lieu à de superbes passes d'armes entre le futur vainqueur et son dauphin, Alejandro Valverde, vainqueur du Pro Tour la même année.

## Equipes
21 équipes participent à l'épreuve, 20 UCI ProTeams et une équipe continentale professionnelle.
| ProTeams (20)- Rabobank - CSC - AG2R Prévoyance - Bouygues Télécom - Crédit agricole - Caisse d'Épargne-Illes Balears - Cofidis-Le Crédit par Téléphone - Discovery Channel - Davitamon-Lotto - Euskaltel-Euskadi - La Française des jeux - Gerolsteiner - Lampre-Fondital - Liquigas - Team Milram - Phonak Hearing Systems - Quick Step-Innergetic - Saunier Duval-Prodir - T-Mobile - Astana Équipe continentale professionnelle- Relax-GAM |
| |

## Récit
Après avoir été distancé par l'Espagnol Valverde lors des deux premières arrivées en altitude à la station de la Covatilla lors de la 5e étape et à l'Alto del Morredero lors de la 7e étape, Vinokourov a entrepris de combler son retard en remportant coup sur coup les 8e et 9e étapes. Redevenu dangereux pour la victoire finale, il est alors étroitement marqué par le leader Valverde dans l'étape de montagne de Cara Alto, l'Espagnol refusant de relayer les accélérations du Kazakh dans la montée finale. On pense alors que Valverde se dirige tout droit vers sa première victoire dans un grand tour, d'autant que Vinokourov n'a pas su bénéficier de la 14e étape contre-la-montre pour se rapprocher de son adversaire.
Pourtant, la course bascule dans la 17e étape : bénéficiant du soutien de son coéquipier Andrey Kashechkin, Vinokourov attaque Valverde dans le dernier col et parvient à le distancer. À l'arrivée, il devance l'Espagnol de quelques secondes au classement général. Le lendemain, dans la difficile ascension de la Sierra de la Pandera, le duo kazakh d'Astana Vinokourov-Kashechkin fait exploser la course. Kashechkin remporte l'étape et Vinokourov repousse Valverde à près d'une minute au général. En gagnant le dernier contre-la-montre la veille de l'arrivée, le Kazakh scelle sa première victoire dans un tour de 3 semaines.

## Étapes
| Étape     | Date     | Villes étapes                           | type                         | Distance (km) | Vainqueur d'étape    | Leader du classement général |
| --------- | -------- | --------------------------------------- | ---------------------------- | ------------- | -------------------- | ---------------------------- |
| 1re étape | 26 août  | Malaga – Malaga                         | contre-la-montre par équipes | 7,3           | CSC                  | Carlos Sastre                |
| 2e étape  | 27 août  | Malaga – Cordoue                        | étape de plaine              | 167           | Paolo Bettini        | Thor Hushovd                 |
| 3e étape  | 28 août  | Cordoue – Almendralejo                  | étape de plaine              | 219           | Francisco Ventoso    | Thor Hushovd                 |
| 4e étape  | 29 août  | Almendralejo – Cáceres                  | étape de plaine              | 142           | Erik Zabel           | Thor Hushovd                 |
| 5e étape  | 30 août  | Plasence – Sierra de Béjar-La Covatilla | étape de montagne            | 178           | Danilo Di Luca       | Danilo Di Luca               |
| 6e étape  | 31 août  | Zamora – León                           | étape de plaine              | 155           | Thor Hushovd         | Danilo Di Luca               |
| 7e étape  | 1 sept.  | León – Station de El Morredero          | étape de montagne            | 154,2         | Alejandro Valverde   | Janez Brajkovič              |
| 8e étape  | 2 sept.  | Ponferrada – Lugo                       | étape de plaine              | 181           | Alexandre Vinokourov | Janez Brajkovič              |
| 9e étape  | 3 sept.  | A Fonsagrada – Alto de la Cobertoria    | étape de montagne            | 207           | Alexandre Vinokourov | Alejandro Valverde           |
|           | 4 sept.  | Jour de repos                           | Jour de repos                |               |                      |                              |
| 10e étape | 5 sept.  | Avilés – Museo de Altamira              | étape de plaine              | 199           | Sérgio Paulinho      | Alejandro Valverde           |
| 11e étape | 6 sept.  | Torrelavega – Burgos                    | étape de plaine              | 173           | Egoi Martínez        | Alejandro Valverde           |
| 12e étape | 7 sept.  | Aranda de Duero – Guadalajara           | étape de plaine              | 169,3         | Luca Paolini         | Alejandro Valverde           |
| 13e étape | 8 sept.  | Guadalajara – Cuenca                    | étape de plaine              | 180           | Samuel Sánchez       | Alejandro Valverde           |
| 14e étape | 9 sept.  | Cuenca – Cuenca                         | étape de plaine              | 33,2          | David Millar         | Alejandro Valverde           |
| 15e étape | 10 sept. | Motilla del Palancar – Almussafes       | étape de plaine              | 182           | Robert Förster       | Alejandro Valverde           |
|           | 11 sept. | Jour de repos                           | Jour de repos                |               |                      |                              |
| 16e étape | 12 sept. | Almería – Observatoire de Calar Alto    | étape de montagne            | 145           | Igor Antón           | Alejandro Valverde           |
| 17e étape | 13 sept. | Adra – Grenade                          | étape de moyenne montagne    | 167           | Tom Danielson        | Alexandre Vinokourov         |
| 18e étape | 14 sept. | Grenade – Sierra de la Pandera          | étape de montagne            | 153           | Andrey Kashechkin    | Alexandre Vinokourov         |
| 19e étape | 15 sept. | Jaén – Ciudad Real                      | étape de plaine              | 205           | José Luis Arrieta    | Alexandre Vinokourov         |
| 20e étape | 16 sept. | Rivas-Vaciamadrid – Rivas-Vaciamadrid   | contre-la-montre individuel  | 27            | Alexandre Vinokourov | Alexandre Vinokourov         |
| 21e étape | 17 sept. | Madrid – Madrid                         | étape de plaine              | 142           | Erik Zabel           | Alexandre Vinokourov         |

## Classements

### Classement général
| \| Classement général \| Classement général \| Classement général \| Classement général \| Classement général \| \| Coureur \| Coureur \| Pays \| Équipe \| Temps \| \| ------------------ \| -------------------------- \| ------------------ \| ------------------------------- \| ------------------ \| \| 1er \| Alexandre Vinokourov \| Kazakhstan \| Astana \| 81 h 23 min 07 s \| \| 2e \| Alejandro Valverde \| Espagne \| Caisse d'Épargne-Illes Balears \| + 1 min 12 s \| \| 3e \| Andrey Kashechkin \| Kazakhstan \| Astana \| + 3 min 12 s \| \| 4e \| Carlos Sastre \| Espagne \| CSC \| + 3 min 36 s \| \| 5e \| José Ángel Gómez Marchante \| Espagne \| Saunier Duval-Prodir \| + 6 min 51 s \| \| 6e \| Tom Danielson \| États-Unis \| Discovery Channel \| DQ \| \| 7e \| Samuel Sánchez \| Espagne \| Euskaltel-Euskadi \| + 8 min 26 s \| \| 8e \| Vladimir Karpets \| Russie \| Caisse d'Épargne-Illes Balears \| + 10 min 36 s \| \| 9e \| Manuel Beltrán \| Espagne \| Discovery Channel \| + 10 min 47 s \| \| 10e \| Luis Pérez Rodríguez \| Espagne \| Cofidis-Le Crédit par Téléphone \| + 11 min 32 s \| \| 11e \| Stijn Devolder \| Belgique \| Discovery Channel \| + 12 min 52 s \| \| 12e \| Egoi Martínez \| Espagne \| Discovery Channel \| + 15 min 10 s \| \| 13e \| Leonardo Piepoli \| Italie \| Saunier Duval-Prodir \| + 17 min 23 s \| \| 14e \| Sylwester Szmyd \| Pologne \| Lampre-Fondital \| + 18 min 40 s \| \| 15e \| Igor Antón \| Espagne \| Euskaltel-Euskadi \| + 18 min 56 s \| \| 16e \| Sérgio Paulinho \| Portugal \| Astana \| + 19 min 44 s \| \| 17e \| Joaquim Rodríguez \| Espagne \| Caisse d'Épargne-Illes Balears \| + 24 min 18 s \| \| 18e \| Evgueni Petrov \| Russie \| Lampre-Fondital \| + 27 min 51 s \| \| 19e \| David Arroyo \| Espagne \| Caisse d'Épargne-Illes Balears \| + 28 min 04 s \| \| 20e \| Christopher Horner \| États-Unis \| Davitamon-Lotto \| + 29 min 04 s \| \| 21e \| Lars Bak \| Danemark \| CSC \| + 30 min 36 s \| \| 22e \| Xabier Zandio \| Espagne \| Caisse d'Épargne-Illes Balears \| + 32 min 09 s \| \| 23e \| Vladimir Gusev \| Russie \| Discovery Channel \| + 34 min 45 s \| \| 24e \| Theo Eltink \| Pays-Bas \| Rabobank \| + 42 min 46 s \| \| 25e \| José Miguel Elías \| Espagne \| Relax-GAM \| + 43 min 20 s \| |                            |            |                                 |                  |
| |                            |            |                                 |                  |
| Source : ProCyclingStats |                            |            |                                 |                  |
| Classement général |                            |            |                                 |                  |
| Coureur | Coureur                    | Pays       | Équipe                          | Temps            |
| 1er | Alexandre Vinokourov       | Kazakhstan | Astana                          | 81 h 23 min 07 s |
| 2e | Alejandro Valverde         | Espagne    | Caisse d'Épargne-Illes Balears  | + 1 min 12 s     |
| 3e | Andrey Kashechkin          | Kazakhstan | Astana                          | + 3 min 12 s     |
| 4e | Carlos Sastre              | Espagne    | CSC                             | + 3 min 36 s     |
| 5e | José Ángel Gómez Marchante | Espagne    | Saunier Duval-Prodir            | + 6 min 51 s     |
| 6e | Tom Danielson              | États-Unis | Discovery Channel               | DQ               |
| 7e | Samuel Sánchez             | Espagne    | Euskaltel-Euskadi               | + 8 min 26 s     |
| 8e | Vladimir Karpets           | Russie     | Caisse d'Épargne-Illes Balears  | + 10 min 36 s    |
| 9e | Manuel Beltrán             | Espagne    | Discovery Channel               | + 10 min 47 s    |
| 10e | Luis Pérez Rodríguez       | Espagne    | Cofidis-Le Crédit par Téléphone | + 11 min 32 s    |
| 11e | Stijn Devolder             | Belgique   | Discovery Channel               | + 12 min 52 s    |
| 12e | Egoi Martínez              | Espagne    | Discovery Channel               | + 15 min 10 s    |
| 13e | Leonardo Piepoli           | Italie     | Saunier Duval-Prodir            | + 17 min 23 s    |
| 14e | Sylwester Szmyd            | Pologne    | Lampre-Fondital                 | + 18 min 40 s    |
| 15e | Igor Antón                 | Espagne    | Euskaltel-Euskadi               | + 18 min 56 s    |
| 16e | Sérgio Paulinho            | Portugal   | Astana                          | + 19 min 44 s    |
| 17e | Joaquim Rodríguez          | Espagne    | Caisse d'Épargne-Illes Balears  | + 24 min 18 s    |
| 18e | Evgueni Petrov             | Russie     | Lampre-Fondital                 | + 27 min 51 s    |
| 19e | David Arroyo               | Espagne    | Caisse d'Épargne-Illes Balears  | + 28 min 04 s    |
| 20e | Christopher Horner         | États-Unis | Davitamon-Lotto                 | + 29 min 04 s    |
| 21e | Lars Bak                   | Danemark   | CSC                             | + 30 min 36 s    |
| 22e | Xabier Zandio              | Espagne    | Caisse d'Épargne-Illes Balears  | + 32 min 09 s    |
| 23e | Vladimir Gusev             | Russie     | Discovery Channel               | + 34 min 45 s    |
| 24e | Theo Eltink                | Pays-Bas   | Rabobank                        | + 42 min 46 s    |
| 25e | José Miguel Elías          | Espagne    | Relax-GAM                       | + 43 min 20 s    |

Tom Danielson, initialement huitième du général et vainqueur d'étape, a été déclassé par l'UCI

### Classements annexes
| Classement par points | Classement par points      | Classement par points | Classement par points          | Classement par points |
| Coureur               | Coureur                    | Pays                  | Équipe                         | Points                |
| --------------------- | -------------------------- | --------------------- | ------------------------------ | --------------------- |
| 1er                   | Thor Hushovd               | Norvège               | Crédit Agricole                | 199 pts               |
| 2e                    | Alexandre Vinokourov       | Kazakhstan            | Astana                         | 163 pts               |
| 3e                    | Alejandro Valverde         | Espagne               | Caisse d'Épargne-Illes Balears | 147 pts               |
| 4e                    | Samuel Sánchez             | Espagne               | Euskaltel-Euskadi              | 107 pts               |
| 5e                    | Erik Zabel                 | Allemagne             | Team Milram                    | 104 pts               |
| 6e                    | Stuart O'Grady             | Australie             | CSC                            | 104 pts               |
| 7e                    | Francisco Ventoso          | Espagne               | Saunier Duval-Prodir           | 99 pts                |
| 8e                    | Andrey Kashechkin          | Kazakhstan            | Astana                         | 95 pts                |
| 9e                    | Carlos Sastre              | Espagne               | CSC                            | 93 pts                |
| 10e                   | José Ángel Gómez Marchante | Espagne               | Saunier Duval-Prodir           | 68 pts                |

| Classement par points | Classement par points      | Classement par points | Classement par points          | Classement par points |
| Coureur               | Coureur                    | Pays                  | Équipe                         | Points                |
| --------------------- | -------------------------- | --------------------- | ------------------------------ | --------------------- |
| 1er                   | Thor Hushovd               | Norvège               | Crédit Agricole                | 199 pts               |
| 2e                    | Alexandre Vinokourov       | Kazakhstan            | Astana                         | 163 pts               |
| 3e                    | Alejandro Valverde         | Espagne               | Caisse d'Épargne-Illes Balears | 147 pts               |
| 4e                    | Samuel Sánchez             | Espagne               | Euskaltel-Euskadi              | 107 pts               |
| 5e                    | Erik Zabel                 | Allemagne             | Team Milram                    | 104 pts               |
| 6e                    | Stuart O'Grady             | Australie             | CSC                            | 104 pts               |
| 7e                    | Francisco Ventoso          | Espagne               | Saunier Duval-Prodir           | 99 pts                |
| 8e                    | Andrey Kashechkin          | Kazakhstan            | Astana                         | 95 pts                |
| 9e                    | Carlos Sastre              | Espagne               | CSC                            | 93 pts                |
| 10e                   | José Ángel Gómez Marchante | Espagne               | Saunier Duval-Prodir           | 68 pts                |

| Classement de la montagne | Classement de la montagne  | Classement de la montagne | Classement de la montagne      | Classement de la montagne |
| Coureur                   | Coureur                    | Pays                      | Équipe                         | Points                    |
| ------------------------- | -------------------------- | ------------------------- | ------------------------------ | ------------------------- |
| 1er                       | Egoi Martínez              | Espagne                   | Discovery Channel              | 129 pts                   |
| 2e                        | Pietro Caucchioli          | Italie                    | Crédit Agricole                | 117 pts                   |
| 3e                        | Alejandro Valverde         | Espagne                   | Caisse d'Épargne-Illes Balears | 98 pts                    |
| 4e                        | Andrey Kashechkin          | Kazakhstan                | Astana                         | 84 pts                    |
| 5e                        | Alexandre Vinokourov       | Kazakhstan                | Astana                         | 82 pts                    |
| 6e                        | José Miguel Elías          | Espagne                   | Relax-GAM                      | 70 pts                    |
| 7e                        | Igor Antón                 | Espagne                   | Euskaltel-Euskadi              | 67 pts                    |
| 8e                        | Carlos Sastre              | Espagne                   | CSC                            | 63 pts                    |
| 9e                        | José Ángel Gómez Marchante | Espagne                   | Saunier Duval-Prodir           | 60 pts                    |
| 10e                       | David Arroyo               | Espagne                   | Caisse d'Épargne-Illes Balears | 58 pts                    |

| Classement de la montagne | Classement de la montagne  | Classement de la montagne | Classement de la montagne      | Classement de la montagne |
| Coureur                   | Coureur                    | Pays                      | Équipe                         | Points                    |
| ------------------------- | -------------------------- | ------------------------- | ------------------------------ | ------------------------- |
| 1er                       | Egoi Martínez              | Espagne                   | Discovery Channel              | 129 pts                   |
| 2e                        | Pietro Caucchioli          | Italie                    | Crédit Agricole                | 117 pts                   |
| 3e                        | Alejandro Valverde         | Espagne                   | Caisse d'Épargne-Illes Balears | 98 pts                    |
| 4e                        | Andrey Kashechkin          | Kazakhstan                | Astana                         | 84 pts                    |
| 5e                        | Alexandre Vinokourov       | Kazakhstan                | Astana                         | 82 pts                    |
| 6e                        | José Miguel Elías          | Espagne                   | Relax-GAM                      | 70 pts                    |
| 7e                        | Igor Antón                 | Espagne                   | Euskaltel-Euskadi              | 67 pts                    |
| 8e                        | Carlos Sastre              | Espagne                   | CSC                            | 63 pts                    |
| 9e                        | José Ángel Gómez Marchante | Espagne                   | Saunier Duval-Prodir           | 60 pts                    |
| 10e                       | David Arroyo               | Espagne                   | Caisse d'Épargne-Illes Balears | 58 pts                    |

| Classement par équipes | Classement par équipes          | Classement par équipes | Classement par équipes |
| Équipe                 | Équipe                          | Pays                   | Temps                  |
| ---------------------- | ------------------------------- | ---------------------- | ---------------------- |
| 1re                    | Discovery Channel               | États-Unis             | 243 h 36 min 42 s      |
| 2e                     | Caisse d'Épargne-Illes Balears  | Espagne                | + 15 min 25 s          |
| 3e                     | Astana                          | Espagne                | + 25 min 33 s          |
| 4e                     | Euskaltel-Euskadi               | Espagne                | + 32 min 13 s          |
| 5e                     | CSC                             | Danemark               | + 52 min 56 s          |
| 6e                     | Saunier Duval-Prodir            | Espagne                | + 1 h 40 min 02 s      |
| 7e                     | Lampre-Fondital                 | Italie                 | + 1 h 43 min 20 s      |
| 8e                     | AG2R Prévoyance                 | France                 | + 2 h 02 min 55 s      |
| 9e                     | Relax-GAM                       | Espagne                | + 2 h 16 min 26 s      |
| 10e                    | Cofidis-Le Crédit par Téléphone | France                 | + 2 h 20 min 33 s      |

| Classement par équipes | Classement par équipes          | Classement par équipes | Classement par équipes |
| Équipe                 | Équipe                          | Pays                   | Temps                  |
| ---------------------- | ------------------------------- | ---------------------- | ---------------------- |
| 1re                    | Discovery Channel               | États-Unis             | 243 h 36 min 42 s      |
| 2e                     | Caisse d'Épargne-Illes Balears  | Espagne                | + 15 min 25 s          |
| 3e                     | Astana                          | Espagne                | + 25 min 33 s          |
| 4e                     | Euskaltel-Euskadi               | Espagne                | + 32 min 13 s          |
| 5e                     | CSC                             | Danemark               | + 52 min 56 s          |
| 6e                     | Saunier Duval-Prodir            | Espagne                | + 1 h 40 min 02 s      |
| 7e                     | Lampre-Fondital                 | Italie                 | + 1 h 43 min 20 s      |
| 8e                     | AG2R Prévoyance                 | France                 | + 2 h 02 min 55 s      |
| 9e                     | Relax-GAM                       | Espagne                | + 2 h 16 min 26 s      |
| 10e                    | Cofidis-Le Crédit par Téléphone | France                 | + 2 h 20 min 33 s      |

| Classement du combiné | Classement du combiné      | Classement du combiné | Classement du combiné          | Classement du combiné |
| Coureur               | Coureur                    | Pays                  | Équipe                         | Points                |
| --------------------- | -------------------------- | --------------------- | ------------------------------ | --------------------- |
| 1er                   | Alexandre Vinokourov       | Kazakhstan            | Astana                         | 8 pts                 |
| 2e                    | Alejandro Valverde         | Espagne               | Caisse d'Épargne-Illes Balears | 8 pts                 |
| 3e                    | Andrey Kashechkin          | Kazakhstan            | Astana                         | 15 pts                |
| 4e                    | Carlos Sastre              | Espagne               | CSC                            | 21 pts                |
| 5e                    | José Ángel Gómez Marchante | Espagne               | Saunier Duval-Prodir           | 24 pts                |
| 6e                    | Samuel Sánchez             | Espagne               | Euskaltel-Euskadi              | 25 pts                |
| 7e                    | Tom Danielson              | États-Unis            | Discovery Channel              | 28 pts                |
| 8e                    | Egoi Martínez              | Espagne               | Discovery Channel              | 31 pts                |
| 9e                    | Igor Antón                 | Espagne               | Euskaltel-Euskadi              | 39 pts                |
| 10e                   | Vladimir Karpets           | Russie                | Caisse d'Épargne-Illes Balears | 42 pts                |

| Classement du combiné | Classement du combiné      | Classement du combiné | Classement du combiné          | Classement du combiné |
| Coureur               | Coureur                    | Pays                  | Équipe                         | Points                |
| --------------------- | -------------------------- | --------------------- | ------------------------------ | --------------------- |
| 1er                   | Alexandre Vinokourov       | Kazakhstan            | Astana                         | 8 pts                 |
| 2e                    | Alejandro Valverde         | Espagne               | Caisse d'Épargne-Illes Balears | 8 pts                 |
| 3e                    | Andrey Kashechkin          | Kazakhstan            | Astana                         | 15 pts                |
| 4e                    | Carlos Sastre              | Espagne               | CSC                            | 21 pts                |
| 5e                    | José Ángel Gómez Marchante | Espagne               | Saunier Duval-Prodir           | 24 pts                |
| 6e                    | Samuel Sánchez             | Espagne               | Euskaltel-Euskadi              | 25 pts                |
| 7e                    | Tom Danielson              | États-Unis            | Discovery Channel              | 28 pts                |
| 8e                    | Egoi Martínez              | Espagne               | Discovery Channel              | 31 pts                |
| 9e                    | Igor Antón                 | Espagne               | Euskaltel-Euskadi              | 39 pts                |
| 10e                   | Vladimir Karpets           | Russie                | Caisse d'Épargne-Illes Balears | 42 pts                |

### Évolution des classements
Les cyclistes présents dans le tableau ci-dessous correspondent aux leaders des classements annexes. Ils peuvent ne pas correspondre au porteur du maillot.
| Étape            | Vainqueur            | Classement général   | Classement par point | Classement de la montagne | Classement du combiné | Classement par équipes |
| ---------------- | -------------------- | -------------------- | -------------------- | ------------------------- | --------------------- | ---------------------- |
| 1re étape        | Team CSC             | Carlos Sastre        | non-décerné          | non-décerné               | non-décerné           | Team CSC               |
| 2e étape         | Paolo Bettini        | Thor Hushovd         | Paolo Bettini        | Mario de Sárraga          | Mario de Sárraga      | Team CSC               |
| 3e étape         | Francisco Ventoso    | Thor Hushovd         | Thor Hushovd         | Mario de Sárraga          | David de la Fuente    | Team CSC               |
| 4e étape         | Erik Zabel           | Thor Hushovd         | Thor Hushovd         | Mario de Sárraga          | David de la Fuente    | Team CSC               |
| 5e étape         | Danilo Di Luca       | Danilo Di Luca       | Thor Hushovd         | Danilo Di Luca            | Danilo Di Luca        | Discovery Channel      |
| 6e étape         | Thor Hushovd         | Danilo Di Luca       | Thor Hushovd         | Danilo Di Luca            | Danilo Di Luca        | Discovery Channel      |
| 7e étape         | Alejandro Valverde   | Janez Brajkovič      | Thor Hushovd         | Janez Brajkovič           | Janez Brajkovič       | Discovery Channel      |
| 8e étape         | Alexandre Vinokourov | Janez Brajkovič      | Thor Hushovd         | Janez Brajkovič           | Janez Brajkovič       | Discovery Channel      |
| 9e étape         | Alexandre Vinokourov | Alejandro Valverde   | Thor Hushovd         | Pietro Caucchioli         | Alejandro Valverde    | Discovery Channel      |
| 10e étape        | Sérgio Paulinho      | Alejandro Valverde   | Thor Hushovd         | Pietro Caucchioli         | Alejandro Valverde    | Discovery Channel      |
| 11e étape        | Egoi Martínez        | Alejandro Valverde   | Thor Hushovd         | Pietro Caucchioli         | Alejandro Valverde    | Discovery Channel      |
| 12e étape        | Luca Paolini         | Alejandro Valverde   | Thor Hushovd         | Pietro Caucchioli         | Alejandro Valverde    | Discovery Channel      |
| 13e étape        | Samuel Sánchez       | Alejandro Valverde   | Thor Hushovd         | Pietro Caucchioli         | Alejandro Valverde    | Discovery Channel      |
| 14e étape        | David Millar         | Alejandro Valverde   | Thor Hushovd         | Pietro Caucchioli         | Alejandro Valverde    | Discovery Channel      |
| 15e étape        | Robert Förster       | Alejandro Valverde   | Thor Hushovd         | Pietro Caucchioli         | Alejandro Valverde    | Discovery Channel      |
| 16e étape        | Igor Antón           | Alejandro Valverde   | Thor Hushovd         | Pietro Caucchioli         | Alejandro Valverde    | Discovery Channel      |
| 17e étape        | Tom Danielson        | Alexandre Vinokourov | Thor Hushovd         | Egoi Martínez             | Alejandro Valverde    | Discovery Channel      |
| 18e étape        | Andrey Kashechkin    | Alexandre Vinokourov | Thor Hushovd         | Egoi Martínez             | Alexandre Vinokourov  | Discovery Channel      |
| 19e étape        | José Luis Arrieta    | Alexandre Vinokourov | Thor Hushovd         | Egoi Martínez             | Alexandre Vinokourov  | Discovery Channel      |
| 20e étape        | Alexandre Vinokourov | Alexandre Vinokourov | Thor Hushovd         | Egoi Martínez             | Alexandre Vinokourov  | Discovery Channel      |
| 21e étape        | Erik Zabel           | Alexandre Vinokourov | Thor Hushovd         | Egoi Martínez             | Alexandre Vinokourov  | Discovery Channel      |
| Classement final | Classement final     | Alexandre Vinokourov | Thor Hushovd         | Egoi Martínez             | Alexandre Vinokourov  | Discovery Channel      |

### Classement du ProTour
La course attribue des points au classement UCI ProTour 2006 selon le barème suivant :
| Position           | 1er | 2e | 3e | 4e | 5e | 6e | 7e | 8e | 9e | 10e | 11e | 12e | 13e | 14e | 15e | 16e | 17e | 18e | 19e | 20e |
| Classement général | 85  | 65 | 50 | 45 | 40 | 35 | 30 | 26 | 22 | 19  | 16  | 13  | 11  | 9   | 7   | 5   | 4   | 3   | 2   | 1   |
| Etapes             | 8   | 4  | 2  |    |    |    |    |    |    |     |     |     |     |     |     |     |     |     |     |     |

Après cette 24e épreuve, le classement est le suivant :
| #  | Coureur              | Équipe                         | Points | Précédent | Evolution |
| -- | -------------------- | ------------------------------ | ------ | --------- | --------- |
| 1  | Alejandro Valverde   | Caisse d'Épargne-Illes Balears | 285    | ??        | ??        |
| 2  | Cadel Evans          | Davitamon-Lotto                | 162    | ??        | ??        |
| 3  | Andrey Kashechkin    | Astana                         | 156    | ??        | ??        |
| 4  | Alessandro Ballan    | Lampre-Fondital                | 155    | ??        | ??        |
| 5  | Tom Boonen           | Quick Step-Innergetic          | 154    | ??        | ??        |
| 6  | Frank Schleck        | CSC                            | 150    | ??        | ??        |
| 7  | Ivan Basso           | CSC                            | 138    | ??        | ??        |
| 8  | Stefan Schumacher    | Gerolsteiner                   | 133    | ??        | ??        |
| 9  | Samuel Sanchez       | Euskaltel-Euskadi              | 133    | ??        | ??        |
| 10 | Alexandre Vinokourov | Astana                         | 121    | ??        | ??        |

| #  | Équipe                         | Points | Précédent | Evolution |
| -- | ------------------------------ | ------ | --------- | --------- |
| 1  | CSC                            | 333    | ??        | ??        |
| 2  | Caisse d'Épargne-Illes Balears | 325    | ??        | ??        |
| 3  | Rabobank                       | 308    | ??        | ??        |
| 4  | Discovery Channel              | 295    | ??        | ??        |
| 5  | Lampre-Fondital                | 280    | ??        | ??        |
| 6  | Phonak                         | 270    | ??        | ??        |
| 7  | T-Mobile                       | 267    | ??        | ??        |
| 8  | Astana                         | 252    | ??        | ??        |
| 9  | Saunier Duval-Prodir           | 252    | ??        | ??        |
| 10 | Gerolsteiner                   | 239    | ??        | ??        |

| #  | Pays       | Points | Précédent | Evolution |
| -- | ---------- | ------ | --------- | --------- |
| 1  | Espagne    | 728    | ??        | ??        |
| 2  | Italie     | 599    | ??        | ??        |
| 3  | Allemagne  | 475    | ??        | ??        |
| 4  | États-Unis | 316    | ??        | ??        |
| 5  | Belgique   | 292    | ??        | ??        |
| 6  | Kazakhstan | 286    | ??        | ??        |
| 7  | Australie  | 285    | ??        | ??        |
| 8  | Pays-Bas   | 239    | ??        | ??        |
| 9  | France     | 231    | ??        | ??        |
| 10 | Russie     | 229    | ??        | ??        |

## Liste des partants
| Légende                          | Légende                                                                                                  | Légende                             | Légende                                                                                          |
| -------------------------------- | --- | ----------------------------------- | ------------------------------------------------------------------------------------------------ |
| Num                              | Dossard de départ porté par le coureur sur cette Vuelta                                                  | Pos.                                | Position finale au classement général                                                            |
| Leader du classement général     | Indique le vainqueur du classement général                                                               | Leader du classement de la montagne | Indique le vainqueur du classement de la montagne                                                |
| Leader du classement par points  | Indique le vainqueur du classement par points                                                            | Leader du classement du combiné     | Indique le vainqueur du classement du meilleur jeune                                             |
| Leader du classement par équipes | Indique la meilleure équipe                                                                              |                                     | Indique un maillot de champion national ou mondial, suivi de sa spécialité                       |
| NP                               | Indique un coureur qui n'a pas pris le départ d'une étape, suivi du numéro de l'étape où il s'est retiré | AB                                  | Indique un coureur qui n'a pas terminé une étape, suivie du numéro de l'étape où il s'est retiré |
| HD                               | Indique un coureur qui a terminé une étape hors des délais, suivi du numéro de l'étape                   | EX                                  | Indique un coureur exclu pour non-respect du règlement                                           |

| Rabobank RAB | Rabobank RAB                  | Rabobank RAB |
| ------------ | ----------------------------- | ------------ |
| Num          | Coureur                       | Pos          |
| 1            | Denis Menchov (RUS)           | NP-11        |
| 2            | Mauricio Ardila (COL)         | 67e          |
| 3            | Theo Eltink (NED)             | 24e          |
| 4            | William Walker (AUS)          | 112e         |
| 5            | Pedro Horrillo (ESP)          | 106e         |
| 6            | Michael Boogerd (NED) (route) | NP-16        |
| 7            | Grischa Niermann (GER)        | 72e          |
| 8            | Michael Rasmussen (DEN)       | AB-17        |
| 9            | Pieter Weening (NED)          | 61e          |

| CSC | CSC                              | CSC   |
| --- | -------------------------------- | ----- |
| Num | Coureur                          | Pos   |
| 11  | Carlos Sastre (ESP)              | 4e    |
| 12  | Kurt Asle Arvesen (NOR) (chrono) | 46e   |
| 13  | Lars Bak (DEN)                   | 21e   |
| 14  | Fabian Cancellara (SUI) (chrono) | NP-16 |
| 15  | Íñigo Cuesta (ESP)               | 27e   |
| 16  | Marcus Ljungqvist (SWE)          | 53e   |
| 17  | Stuart O'Grady (AUS)             | 65e   |
| 18  | Volodymyr Gustov (UKR)           | 155e  |
| 19  | Nicki Sørensen (DEN)             | 28e   |

| AG2R Prévoyance A2R | AG2R Prévoyance A2R      | AG2R Prévoyance A2R |
| ------------------- | ------------------------ | ------------------- |
| Num                 | Coureur                  | Pos                 |
| 21                  | Cyril Dessel (FRA)       | NP-16               |
| 22                  | José Luis Arrieta (ESP)  | 44e                 |
| 23                  | Mikel Astarloza (ESP)    | 56e                 |
| 24                  | Íñigo Chaurreau (ESP)    | 26e                 |
| 25                  | Hubert Dupont (FRA)      | 40e                 |
| 26                  | Stéphane Goubert (FRA)   | 29e                 |
| 27                  | David Navas (ESP)        | 126e                |
| 28                  | Jean-Patrick Nazon (FRA) | 105e                |
| 29                  | Aliaksandr Usau (BLR)    | 89e                 |

| Bouygues Telecom BTL | Bouygues Telecom BTL   | Bouygues Telecom BTL |
| -------------------- | ---------------------- | -------------------- |
| Num                  | Coureur                | Pos                  |
| 31                   | Walter Bénéteau (FRA)  | 101e                 |
| 32                   | Mathieu Claude (FRA)   | NP-9                 |
| 33                   | Pierre Drancourt (FRA) | 108e                 |
| 34                   | Xavier Florencio (ESP) | AB-16                |
| 35                   | Anthony Geslin (FRA)   | NP-16                |
| 36                   | Christophe Kern (FRA)  | NP-11                |
| 37                   | Rony Martias (FRA)     | NP-10                |
| 38                   | Jérôme Pineau (FRA)    | NP-11                |
| 39                   | Franck Renier (FRA)    | 121e                 |

| Crédit Agricole C.A | Crédit Agricole C.A                    | Crédit Agricole C.A |
| ------------------- | -------------------------------------- | ------------------- |
| Num                 | Coureur                                | Pos                 |
| 41                  | László Bodrogi (HUN) (route et chrono) | 76e                 |
| 42                  | Pietro Caucchioli (ITA)                | 37e                 |
| 43                  | Anthony Charteau (FRA)                 | AB-10               |
| 44                  | Dmitriy Fofonov (KAZ)                  | 32e                 |
| 45                  | Thor Hushovd (NOR)                     | 82e                 |
| 46                  | Mads Kaggestad (NOR)                   | 132e                |
| 47                  | Cyril Lemoine (FRA)                    | 134e                |
| 48                  | Mark Renshaw (AUS)                     | AB-16               |
| 49                  | Benoît Poilvet (FRA)                   | 55e                 |

| Caisse d'Épargne-Illes Balears CEI | Caisse d'Épargne-Illes Balears CEI | Caisse d'Épargne-Illes Balears CEI |
| ---------------------------------- | ---------------------------------- | ---------------------------------- |
| Num                                | Coureur                            | Pos                                |
| 51                                 | Alejandro Valverde (ESP)           | 2e                                 |
| 52                                 | Óscar Pereiro (ESP)                | 49e                                |
| 53                                 | David Arroyo (ESP)                 | 19e                                |
| 54                                 | José Vicente García Acosta (ESP)   | 104e                               |
| 55                                 | Joan Horrach (ESP)                 | 79e                                |
| 56                                 | Vladimir Karpets (RUS)             | 8e                                 |
| 57                                 | Pablo Lastras (ESP)                | 48e                                |
| 58                                 | Joaquim Rodríguez (ESP)            | 17e                                |
| 59                                 | Xabier Zandio (ESP)                | 22e                                |

| Cofidis-Le Crédit par Téléphone COF | Cofidis-Le Crédit par Téléphone COF | Cofidis-Le Crédit par Téléphone COF |
| ----------------------------------- | ----------------------------------- | ----------------------------------- |
| Num                                 | Coureur                             | Pos                                 |
| 61                                  | Frédéric Bessy (FRA)                | 41e                                 |
| 62                                  | Leonardo Duque (COL)                | 80e                                 |
| 63                                  | Bingen Fernández (ESP)              | 85e                                 |
| 64                                  | Geoffroy Lequatre (FRA)             | 103e                                |
| 65                                  | Thierry Marichal (BEL)              | 45e                                 |
| 66                                  | Sébastien Minard (FRA)              | 44e                                 |
| 67                                  | Hervé Duclos-Lassalle (FRA)         | AB-11                               |
| 68                                  | Luis Pérez Rodríguez (ESP)          | 10e                                 |
| 69                                  | Staf Scheirlinckx (BEL)             | 86e                                 |

| Discovery Channel DSC | Discovery Channel DSC         | Discovery Channel DSC |
| --------------------- | ----------------------------- | --------------------- |
| Num                   | Coureur                       | Pos                   |
| 71                    | Michael Barry (CAN)           | 77e                   |
| 72                    | Manuel Beltrán (ESP)          | 9e                    |
| 73                    | Janez Brajkovič (SLO)         | 30e                   |
| 74                    | Tom Danielson (USA)           | 6e                    |
| 75                    | Stijn Devolder (BEL)          | 11e                   |
| 76                    | Vladimir Gusev (RUS)          | 23e                   |
| 77                    | Benoît Joachim (LUX) (chrono) | 66e                   |
| 78                    | Egoi Martínez (ESP)           | 12e                   |
| 79                    | Jurgen Van Goolen (BEL)       | 39e                   |

| Davitamon-Lotto DVL | Davitamon-Lotto DVL      | Davitamon-Lotto DVL |
| ------------------- | ------------------------ | ------------------- |
| Num                 | Coureur                  | Pos                 |
| 81                  | Olivier Kaisen (BEL)     | 110e                |
| 82                  | Robbie McEwen (AUS)      | HD-5                |
| 83                  | Pieter Mertens (BEL)     | 75e                 |
| 84                  | Fred Rodriguez (USA)     | 109e                |
| 85                  | Wim De Vocht (BEL)       | AB-9                |
| 86                  | Bart Dockx (BEL)         | AB-17               |
| 87                  | Christopher Horner (USA) | 20e                 |
| 88                  | Josep Jufré (ESP)        | AB-8                |
| 89                  | Björn Leukemans (BEL)    | 93e                 |

| Euskaltel-Euskadi EUS | Euskaltel-Euskadi EUS | Euskaltel-Euskadi EUS |
| --------------------- | --------------------- | --------------------- |
| Num                   | Coureur               | Pos                   |
| 91                    | Samuel Sánchez (ESP)  | 7e                    |
| 92                    | Haimar Zubeldia (ESP) | 34e                   |
| 93                    | Iban Mayo (ESP)       | 35e                   |
| 94                    | Igor Antón (ESP)      | 15e                   |
| 95                    | Markel Irizar (ESP)   | 94e                   |
| 96                    | Iñaki Isasi (ESP)     | AB-9                  |
| 97                    | Íñigo Landaluze (ESP) | 60e                   |
| 98                    | Aketza Peña (ESP)     | 52e                   |
| 99                    | Rubén Pérez (ESP)     | 69e                   |

| La Française des jeux FDJ | La Française des jeux FDJ  | La Française des jeux FDJ |
| ------------------------- | -------------------------- | ------------------------- |
| Num                       | Coureur                    | Pos                       |
| 101                       | Jérémy Roy (FRA)           | 122e                      |
| 102                       | Fabien Patanchon (FRA)     | 128e                      |
| 103                       | Ian McLeod (RSA)           | 99e                       |
| 104                       | Éric Leblacher (FRA)       | 33e                       |
| 105                       | Sébastien Joly (FRA)       | 68e                       |
| 106                       | Frédéric Finot (FRA)       | HD-16                     |
| 107                       | Bernhard Eisel (AUT)       | NP-16                     |
| 108                       | Christophe Detilloux (BEL) | HD-5                      |
| 109                       | Freddy Bichot (FRA)        | HD-5                      |

| Gerolsteiner GST | Gerolsteiner GST        | Gerolsteiner GST |
| ---------------- | ----------------------- | ---------------- |
| Num              | Coureur                 | Pos              |
| 111              | Davide Rebellin (ITA)   | NP-15            |
| 112              | Robert Förster (GER)    | 130e             |
| 113              | Markus Fothen (GER)     | 169e             |
| 114              | René Haselbacher (AUT)  | AB-16            |
| 115              | Heinrich Haussler (GER) | 92e              |
| 116              | Torsten Hiekmann (GER)  | 57e              |
| 117              | Andrea Moletta (ITA)    | AB-12            |
| 118              | Sven Montgomery (SUI)   | 12e              |
| 119              | Marcel Strauss (SUI)    | NP-10            |

| Lampre-Fondital LAM | Lampre-Fondital LAM     | Lampre-Fondital LAM |
| ------------------- | ----------------------- | ------------------- |
| Num                 | Coureur                 | Pos                 |
| 121                 | Matteo Carrara (ITA)    | NP-20               |
| 122                 | Claudio Corioni (ITA)   | 106e                |
| 123                 | Enrico Franzoi (ITA)    | 97e                 |
| 124                 | David Loosli (SUI)      | 63e                 |
| 125                 | Marco Marzano (ITA)     | AB-8                |
| 126                 | Ruggero Marzoli (ITA)   | NP-15               |
| 127                 | Danilo Napolitano (ITA) | AB-16               |
| 128                 | Evgueni Petrov (RUS)    | 18e                 |
| 129                 | Sylwester Szmyd (POL)   | 14e                 |

| Liquigas LIQ | Liquigas LIQ                 | Liquigas LIQ |
| ------------ | ---------------------------- | ------------ |
| Num          | Coureur                      | Pos          |
| 131          | Danilo Di Luca (ITA)         | NP-18        |
| 132          | Dario Andriotto (ITA)        | 115e         |
| 133          | Magnus Bäckstedt (SWE)       | 111e         |
| 134          | Kjell Carlström (FIN)        | 120e         |
| 135          | Dario Cioni (ITA)            | 38e          |
| 136          | Francesco Failli (ITA)       | 123e         |
| 137          | Alessandro Spezialetti (ITA) | 100e         |
| 138          | Charles Wegelius (GBR)       | AB-5         |
| 139          | Luca Paolini (ITA)           | NP-16        |

| Team Milram MRM | Team Milram MRM           | Team Milram MRM |
| --------------- | ------------------------- | --------------- |
| Num             | Coureur                   | Pos             |
| 141             | Alessandro Petacchi (ITA) | NP-16           |
| 142             | Erik Zabel (GER)          | 62e             |
| 143             | Daniel Becke (GER)        | AB-18           |
| 144             | Enrico Poitschke (GER)    | 133e            |
| 145             | Volodymyr Dyudya (UKR)    | AB-6            |
| 146             | Alberto Ongarato (ITA)    | 131e            |
| 147             | Fabio Sacchi (ITA)        | 96e             |
| 148             | Sebastian Siedler (GER)   | 127e            |
| 149             | Marco Velo (ITA)          | 118e            |

| Phonak Hearing Systems PHO | Phonak Hearing Systems PHO           | Phonak Hearing Systems PHO |
| -------------------------- | ------------------------------------ | -------------------------- |
| Num                        | Coureur                              | Pos                        |
| 151                        | Miguel Ángel Martín Perdiguero (ESP) | AB-5                       |
| 152                        | Aurélien Clerc (SUI)                 | 114e                       |
| 153                        | Luis Fernández (ESP)                 | 90e                        |
| 154                        | Ryder Hesjedal (CAN)                 | AB-17                      |
| 155                        | Nicolas Jalabert (FRA)               | AB                         |
| 156                        | Steve Morabito (SUI)                 | 84e                        |
| 157                        | Uroš Murn (SLO)                      | 113e                       |
| 158                        | Florian Stalder (SUI)                | 73e                        |
| 159                        | Steve Zampieri (SUI)                 | AB-9                       |

| Quick Step-Innergetic QSI | Quick Step-Innergetic QSI   | Quick Step-Innergetic QSI |
| ------------------------- | --------------------------- | ------------------------- |
| Num                       | Coureur                     | Pos                       |
| 161                       | Paolo Bettini (ITA) (route) | NP-18                     |
| 162                       | Davide Viganò (ITA)         | 117e                      |
| 163                       | Kevin Van Impe (BEL)        | 129e                      |
| 164                       | Matteo Tosatto (ITA)        | NP-17                     |
| 165                       | Sébastien Rosseler (BEL)    | 116e                      |
| 166                       | Kevin Hulsmans (BEL)        | 95e                       |
| 167                       | José Antonio Garrido (ESP)  | 59e                       |
| 168                       | Addy Engels (NED)           | 124e                      |
| 169                       | Kevin De Weert (BEL)        | 74e                       |

| Relax-GAM ___ | Relax-GAM ___                  | Relax-GAM ___ |
| ------------- | ------------------------------ | ------------- |
| Num           | Coureur                        | Pos           |
| 171           | Nacor Burgos (ESP)             | AB-16         |
| 172           | Mario de Sárraga (ESP)         | 102e          |
| 173           | José Miguel Elías (ESP)        | 25e           |
| 174           | Raúl García de Mateos (ESP)    | 51e           |
| 175           | Jorge García Marín (ESP)       | 87e           |
| 176           | David George (RSA) (chrono)    | 70e           |
| 177           | Daniel Moreno (ESP)            | 36e           |
| 178           | Jesús Hernández Blázquez (ESP) | AB-16         |
| 179           | Ángel Vallejo (ESP)            | 58e           |

| Saunier Duval-Prodir SDV | Saunier Duval-Prodir SDV         | Saunier Duval-Prodir SDV |
| ------------------------ | -------------------------------- | ------------------------ |
| Num                      | Coureur                          | Pos                      |
| 181                      | José Alberto Benítez (ESP)       | 75e                      |
| 182                      | José Ángel Gómez Marchante (ESP) | 5e                       |
| 183                      | David Millar (GBR)               | 64e                      |
| 184                      | David Cañada (ESP)               | 88e                      |
| 185                      | Juan José Cobo (ESP)             | AB-9                     |
| 186                      | Leonardo Piepoli (ITA)           | 13e                      |
| 187                      | David de la Fuente (ESP)         | 71e                      |
| 188                      | Ángel Gómez (ESP)                | AB-12                    |
| 189                      | Francisco Ventoso (ESP)          | 78e                      |

| T-Mobile TMO | T-Mobile TMO                | T-Mobile TMO |
| ------------ | --------------------------- | ------------ |
| Num          | Coureur                     | Pos          |
| 191          | Lorenzo Bernucci (ITA)      | NP-13        |
| 192          | Scott Davis (AUS)           | 91e          |
| 193          | Bastiaan Giling (NED)       | 125e         |
| 194          | André Greipel (GER)         | AB-9         |
| 195          | Bernhard Kohl (AUT) (route) | AB-9         |
| 196          | André Korff (GER)           | AB-5         |
| 197          | Daniele Nardello (ITA)      | 50e          |
| 198          | Stephan Schreck (GER)       | 81e          |
| 199          | Thomas Ziegler (GER)        | AB-9         |

| Astana ___ | Astana ___                      | Astana ___ |
| ---------- | ------------------------------- | ---------- |
| Num        | Coureur                         | Pos        |
| 201        | Alexandre Vinokourov (KAZ)      | 1er        |
| 202        | Carlos Barredo (ESP)            | 42e        |
| 203        | Assan Bazayev (KAZ)             | 98e        |
| 204        | José Antonio Redondo (ESP)      | 47e        |
| 205        | Andrey Kashechkin (KAZ) (route) | 3e         |
| 206        | Aaron Kemps (AUS)               | 119e       |
| 207        | Sérgio Paulinho (POR)           | 16e        |
| 208        | Luis León Sánchez (ESP)         | AB-11      |
| 209        | Sergueï Yakovlev (KAZ)          | 31e        |

| Rabobank RAB | Rabobank RAB                  | Rabobank RAB |
| ------------ | ----------------------------- | ------------ |
| Num          | Coureur                       | Pos          |
| 1            | Denis Menchov (RUS)           | NP-11        |
| 2            | Mauricio Ardila (COL)         | 67e          |
| 3            | Theo Eltink (NED)             | 24e          |
| 4            | William Walker (AUS)          | 112e         |
| 5            | Pedro Horrillo (ESP)          | 106e         |
| 6            | Michael Boogerd (NED) (route) | NP-16        |
| 7            | Grischa Niermann (GER)        | 72e          |
| 8            | Michael Rasmussen (DEN)       | AB-17        |
| 9            | Pieter Weening (NED)          | 61e          |

| CSC | CSC                              | CSC   |
| --- | -------------------------------- | ----- |
| Num | Coureur                          | Pos   |
| 11  | Carlos Sastre (ESP)              | 4e    |
| 12  | Kurt Asle Arvesen (NOR) (chrono) | 46e   |
| 13  | Lars Bak (DEN)                   | 21e   |
| 14  | Fabian Cancellara (SUI) (chrono) | NP-16 |
| 15  | Íñigo Cuesta (ESP)               | 27e   |
| 16  | Marcus Ljungqvist (SWE)          | 53e   |
| 17  | Stuart O'Grady (AUS)             | 65e   |
| 18  | Volodymyr Gustov (UKR)           | 155e  |
| 19  | Nicki Sørensen (DEN)             | 28e   |

| AG2R Prévoyance A2R | AG2R Prévoyance A2R      | AG2R Prévoyance A2R |
| ------------------- | ------------------------ | ------------------- |
| Num                 | Coureur                  | Pos                 |
| 21                  | Cyril Dessel (FRA)       | NP-16               |
| 22                  | José Luis Arrieta (ESP)  | 44e                 |
| 23                  | Mikel Astarloza (ESP)    | 56e                 |
| 24                  | Íñigo Chaurreau (ESP)    | 26e                 |
| 25                  | Hubert Dupont (FRA)      | 40e                 |
| 26                  | Stéphane Goubert (FRA)   | 29e                 |
| 27                  | David Navas (ESP)        | 126e                |
| 28                  | Jean-Patrick Nazon (FRA) | 105e                |
| 29                  | Aliaksandr Usau (BLR)    | 89e                 |

| Bouygues Telecom BTL | Bouygues Telecom BTL   | Bouygues Telecom BTL |
| -------------------- | ---------------------- | -------------------- |
| Num                  | Coureur                | Pos                  |
| 31                   | Walter Bénéteau (FRA)  | 101e                 |
| 32                   | Mathieu Claude (FRA)   | NP-9                 |
| 33                   | Pierre Drancourt (FRA) | 108e                 |
| 34                   | Xavier Florencio (ESP) | AB-16                |
| 35                   | Anthony Geslin (FRA)   | NP-16                |
| 36                   | Christophe Kern (FRA)  | NP-11                |
| 37                   | Rony Martias (FRA)     | NP-10                |
| 38                   | Jérôme Pineau (FRA)    | NP-11                |
| 39                   | Franck Renier (FRA)    | 121e                 |

| Crédit Agricole C.A | Crédit Agricole C.A                    | Crédit Agricole C.A |
| ------------------- | -------------------------------------- | ------------------- |
| Num                 | Coureur                                | Pos                 |
| 41                  | László Bodrogi (HUN) (route et chrono) | 76e                 |
| 42                  | Pietro Caucchioli (ITA)                | 37e                 |
| 43                  | Anthony Charteau (FRA)                 | AB-10               |
| 44                  | Dmitriy Fofonov (KAZ)                  | 32e                 |
| 45                  | Thor Hushovd (NOR)                     | 82e                 |
| 46                  | Mads Kaggestad (NOR)                   | 132e                |
| 47                  | Cyril Lemoine (FRA)                    | 134e                |
| 48                  | Mark Renshaw (AUS)                     | AB-16               |
| 49                  | Benoît Poilvet (FRA)                   | 55e                 |

| Caisse d'Épargne-Illes Balears CEI | Caisse d'Épargne-Illes Balears CEI | Caisse d'Épargne-Illes Balears CEI |
| ---------------------------------- | ---------------------------------- | ---------------------------------- |
| Num                                | Coureur                            | Pos                                |
| 51                                 | Alejandro Valverde (ESP)           | 2e                                 |
| 52                                 | Óscar Pereiro (ESP)                | 49e                                |
| 53                                 | David Arroyo (ESP)                 | 19e                                |
| 54                                 | José Vicente García Acosta (ESP)   | 104e                               |
| 55                                 | Joan Horrach (ESP)                 | 79e                                |
| 56                                 | Vladimir Karpets (RUS)             | 8e                                 |
| 57                                 | Pablo Lastras (ESP)                | 48e                                |
| 58                                 | Joaquim Rodríguez (ESP)            | 17e                                |
| 59                                 | Xabier Zandio (ESP)                | 22e                                |

| Cofidis-Le Crédit par Téléphone COF | Cofidis-Le Crédit par Téléphone COF | Cofidis-Le Crédit par Téléphone COF |
| ----------------------------------- | ----------------------------------- | ----------------------------------- |
| Num                                 | Coureur                             | Pos                                 |
| 61                                  | Frédéric Bessy (FRA)                | 41e                                 |
| 62                                  | Leonardo Duque (COL)                | 80e                                 |
| 63                                  | Bingen Fernández (ESP)              | 85e                                 |
| 64                                  | Geoffroy Lequatre (FRA)             | 103e                                |
| 65                                  | Thierry Marichal (BEL)              | 45e                                 |
| 66                                  | Sébastien Minard (FRA)              | 44e                                 |
| 67                                  | Hervé Duclos-Lassalle (FRA)         | AB-11                               |
| 68                                  | Luis Pérez Rodríguez (ESP)          | 10e                                 |
| 69                                  | Staf Scheirlinckx (BEL)             | 86e                                 |

| Discovery Channel DSC | Discovery Channel DSC         | Discovery Channel DSC |
| --------------------- | ----------------------------- | --------------------- |
| Num                   | Coureur                       | Pos                   |
| 71                    | Michael Barry (CAN)           | 77e                   |
| 72                    | Manuel Beltrán (ESP)          | 9e                    |
| 73                    | Janez Brajkovič (SLO)         | 30e                   |
| 74                    | Tom Danielson (USA)           | 6e                    |
| 75                    | Stijn Devolder (BEL)          | 11e                   |
| 76                    | Vladimir Gusev (RUS)          | 23e                   |
| 77                    | Benoît Joachim (LUX) (chrono) | 66e                   |
| 78                    | Egoi Martínez (ESP)           | 12e                   |
| 79                    | Jurgen Van Goolen (BEL)       | 39e                   |

| Davitamon-Lotto DVL | Davitamon-Lotto DVL      | Davitamon-Lotto DVL |
| ------------------- | ------------------------ | ------------------- |
| Num                 | Coureur                  | Pos                 |
| 81                  | Olivier Kaisen (BEL)     | 110e                |
| 82                  | Robbie McEwen (AUS)      | HD-5                |
| 83                  | Pieter Mertens (BEL)     | 75e                 |
| 84                  | Fred Rodriguez (USA)     | 109e                |
| 85                  | Wim De Vocht (BEL)       | AB-9                |
| 86                  | Bart Dockx (BEL)         | AB-17               |
| 87                  | Christopher Horner (USA) | 20e                 |
| 88                  | Josep Jufré (ESP)        | AB-8                |
| 89                  | Björn Leukemans (BEL)    | 93e                 |

| Euskaltel-Euskadi EUS | Euskaltel-Euskadi EUS | Euskaltel-Euskadi EUS |
| --------------------- | --------------------- | --------------------- |
| Num                   | Coureur               | Pos                   |
| 91                    | Samuel Sánchez (ESP)  | 7e                    |
| 92                    | Haimar Zubeldia (ESP) | 34e                   |
| 93                    | Iban Mayo (ESP)       | 35e                   |
| 94                    | Igor Antón (ESP)      | 15e                   |
| 95                    | Markel Irizar (ESP)   | 94e                   |
| 96                    | Iñaki Isasi (ESP)     | AB-9                  |
| 97                    | Íñigo Landaluze (ESP) | 60e                   |
| 98                    | Aketza Peña (ESP)     | 52e                   |
| 99                    | Rubén Pérez (ESP)     | 69e                   |

| La Française des jeux FDJ | La Française des jeux FDJ  | La Française des jeux FDJ |
| ------------------------- | -------------------------- | ------------------------- |
| Num                       | Coureur                    | Pos                       |
| 101                       | Jérémy Roy (FRA)           | 122e                      |
| 102                       | Fabien Patanchon (FRA)     | 128e                      |
| 103                       | Ian McLeod (RSA)           | 99e                       |
| 104                       | Éric Leblacher (FRA)       | 33e                       |
| 105                       | Sébastien Joly (FRA)       | 68e                       |
| 106                       | Frédéric Finot (FRA)       | HD-16                     |
| 107                       | Bernhard Eisel (AUT)       | NP-16                     |
| 108                       | Christophe Detilloux (BEL) | HD-5                      |
| 109                       | Freddy Bichot (FRA)        | HD-5                      |

| Gerolsteiner GST | Gerolsteiner GST        | Gerolsteiner GST |
| ---------------- | ----------------------- | ---------------- |
| Num              | Coureur                 | Pos              |
| 111              | Davide Rebellin (ITA)   | NP-15            |
| 112              | Robert Förster (GER)    | 130e             |
| 113              | Markus Fothen (GER)     | 169e             |
| 114              | René Haselbacher (AUT)  | AB-16            |
| 115              | Heinrich Haussler (GER) | 92e              |
| 116              | Torsten Hiekmann (GER)  | 57e              |
| 117              | Andrea Moletta (ITA)    | AB-12            |
| 118              | Sven Montgomery (SUI)   | 12e              |
| 119              | Marcel Strauss (SUI)    | NP-10            |

| Lampre-Fondital LAM | Lampre-Fondital LAM     | Lampre-Fondital LAM |
| ------------------- | ----------------------- | ------------------- |
| Num                 | Coureur                 | Pos                 |
| 121                 | Matteo Carrara (ITA)    | NP-20               |
| 122                 | Claudio Corioni (ITA)   | 106e                |
| 123                 | Enrico Franzoi (ITA)    | 97e                 |
| 124                 | David Loosli (SUI)      | 63e                 |
| 125                 | Marco Marzano (ITA)     | AB-8                |
| 126                 | Ruggero Marzoli (ITA)   | NP-15               |
| 127                 | Danilo Napolitano (ITA) | AB-16               |
| 128                 | Evgueni Petrov (RUS)    | 18e                 |
| 129                 | Sylwester Szmyd (POL)   | 14e                 |

| Liquigas LIQ | Liquigas LIQ                 | Liquigas LIQ |
| ------------ | ---------------------------- | ------------ |
| Num          | Coureur                      | Pos          |
| 131          | Danilo Di Luca (ITA)         | NP-18        |
| 132          | Dario Andriotto (ITA)        | 115e         |
| 133          | Magnus Bäckstedt (SWE)       | 111e         |
| 134          | Kjell Carlström (FIN)        | 120e         |
| 135          | Dario Cioni (ITA)            | 38e          |
| 136          | Francesco Failli (ITA)       | 123e         |
| 137          | Alessandro Spezialetti (ITA) | 100e         |
| 138          | Charles Wegelius (GBR)       | AB-5         |
| 139          | Luca Paolini (ITA)           | NP-16        |

| Team Milram MRM | Team Milram MRM           | Team Milram MRM |
| --------------- | ------------------------- | --------------- |
| Num             | Coureur                   | Pos             |
| 141             | Alessandro Petacchi (ITA) | NP-16           |
| 142             | Erik Zabel (GER)          | 62e             |
| 143             | Daniel Becke (GER)        | AB-18           |
| 144             | Enrico Poitschke (GER)    | 133e            |
| 145             | Volodymyr Dyudya (UKR)    | AB-6            |
| 146             | Alberto Ongarato (ITA)    | 131e            |
| 147             | Fabio Sacchi (ITA)        | 96e             |
| 148             | Sebastian Siedler (GER)   | 127e            |
| 149             | Marco Velo (ITA)          | 118e            |

| Phonak Hearing Systems PHO | Phonak Hearing Systems PHO           | Phonak Hearing Systems PHO |
| -------------------------- | ------------------------------------ | -------------------------- |
| Num                        | Coureur                              | Pos                        |
| 151                        | Miguel Ángel Martín Perdiguero (ESP) | AB-5                       |
| 152                        | Aurélien Clerc (SUI)                 | 114e                       |
| 153                        | Luis Fernández (ESP)                 | 90e                        |
| 154                        | Ryder Hesjedal (CAN)                 | AB-17                      |
| 155                        | Nicolas Jalabert (FRA)               | AB                         |
| 156                        | Steve Morabito (SUI)                 | 84e                        |
| 157                        | Uroš Murn (SLO)                      | 113e                       |
| 158                        | Florian Stalder (SUI)                | 73e                        |
| 159                        | Steve Zampieri (SUI)                 | AB-9                       |

| Quick Step-Innergetic QSI | Quick Step-Innergetic QSI   | Quick Step-Innergetic QSI |
| ------------------------- | --------------------------- | ------------------------- |
| Num                       | Coureur                     | Pos                       |
| 161                       | Paolo Bettini (ITA) (route) | NP-18                     |
| 162                       | Davide Viganò (ITA)         | 117e                      |
| 163                       | Kevin Van Impe (BEL)        | 129e                      |
| 164                       | Matteo Tosatto (ITA)        | NP-17                     |
| 165                       | Sébastien Rosseler (BEL)    | 116e                      |
| 166                       | Kevin Hulsmans (BEL)        | 95e                       |
| 167                       | José Antonio Garrido (ESP)  | 59e                       |
| 168                       | Addy Engels (NED)           | 124e                      |
| 169                       | Kevin De Weert (BEL)        | 74e                       |

| Relax-GAM ___ | Relax-GAM ___                  | Relax-GAM ___ |
| ------------- | ------------------------------ | ------------- |
| Num           | Coureur                        | Pos           |
| 171           | Nacor Burgos (ESP)             | AB-16         |
| 172           | Mario de Sárraga (ESP)         | 102e          |
| 173           | José Miguel Elías (ESP)        | 25e           |
| 174           | Raúl García de Mateos (ESP)    | 51e           |
| 175           | Jorge García Marín (ESP)       | 87e           |
| 176           | David George (RSA) (chrono)    | 70e           |
| 177           | Daniel Moreno (ESP)            | 36e           |
| 178           | Jesús Hernández Blázquez (ESP) | AB-16         |
| 179           | Ángel Vallejo (ESP)            | 58e           |

| Saunier Duval-Prodir SDV | Saunier Duval-Prodir SDV         | Saunier Duval-Prodir SDV |
| ------------------------ | -------------------------------- | ------------------------ |
| Num                      | Coureur                          | Pos                      |
| 181                      | José Alberto Benítez (ESP)       | 75e                      |
| 182                      | José Ángel Gómez Marchante (ESP) | 5e                       |
| 183                      | David Millar (GBR)               | 64e                      |
| 184                      | David Cañada (ESP)               | 88e                      |
| 185                      | Juan José Cobo (ESP)             | AB-9                     |
| 186                      | Leonardo Piepoli (ITA)           | 13e                      |
| 187                      | David de la Fuente (ESP)         | 71e                      |
| 188                      | Ángel Gómez (ESP)                | AB-12                    |
| 189                      | Francisco Ventoso (ESP)          | 78e                      |

| T-Mobile TMO | T-Mobile TMO                | T-Mobile TMO |
| ------------ | --------------------------- | ------------ |
| Num          | Coureur                     | Pos          |
| 191          | Lorenzo Bernucci (ITA)      | NP-13        |
| 192          | Scott Davis (AUS)           | 91e          |
| 193          | Bastiaan Giling (NED)       | 125e         |
| 194          | André Greipel (GER)         | AB-9         |
| 195          | Bernhard Kohl (AUT) (route) | AB-9         |
| 196          | André Korff (GER)           | AB-5         |
| 197          | Daniele Nardello (ITA)      | 50e          |
| 198          | Stephan Schreck (GER)       | 81e          |
| 199          | Thomas Ziegler (GER)        | AB-9         |

| Astana ___ | Astana ___                      | Astana ___ |
| ---------- | ------------------------------- | ---------- |
| Num        | Coureur                         | Pos        |
| 201        | Alexandre Vinokourov (KAZ)      | 1er        |
| 202        | Carlos Barredo (ESP)            | 42e        |
| 203        | Assan Bazayev (KAZ)             | 98e        |
| 204        | José Antonio Redondo (ESP)      | 47e        |
| 205        | Andrey Kashechkin (KAZ) (route) | 3e         |
| 206        | Aaron Kemps (AUS)               | 119e       |
| 207        | Sérgio Paulinho (POR)           | 16e        |
| 208        | Luis León Sánchez (ESP)         | AB-11      |
| 209        | Sergueï Yakovlev (KAZ)          | 31e        |